# Nematogomphus micromastus
Nematogomphus micromastus är en mångfotingart som beskrevs av Carl Graf Attems 1927. Nematogomphus micromastus ingår i släktet Nematogomphus och familjen Gomphodesmidae. Inga underarter finns listade i Catalogue of Life.